# كيلي (لاعب كرة قدم)
كيلي (بالبرتغالية: Clesly Evandro Guimarães‏) (28 أبريل 1975 في البرازيل – )؛ هو لاعب كرة قدم سابق كان يلعب كلاعب وسط.

## وصلات خارجية
- كيلي على موقع رابطة كرة القدم اليابانية للمحترفين (اليابانية)
- كيلي على موقع قاعدة بيانات كرة القدم.إي يو (الإنجليزية)
- كيلي على موقع Soccerway.com (الإنجليزية)
- كيلي على موقع عالم كرة القدم.نت (الإنجليزية)